# Humberto Hernández Medrano
Humberto Hernández-Medrano (Chihuahua, 1941-Ciudad de México, 13 de febrero de 2016) fue un músico y compositor mexicano.

## Biografía
A la edad de 5 años comenzó a tocar el piano, para después avocarse a la composición. Su formación musical corrió a cargo del maestro Carlos Chávez. El joven Humberto Hernández-Medrano fue uno de los alumnos del  “Taller de Composición” de Carlos Chávez, en el cual aprendió y aprehendió la música: su sempiterna acompañante.
Después de culminar con el taller, el Maestro Hernández-Medrano partió a Rusia para continuar con sus estudios musicales. En Rusia fue matriculado en el reconocido Conservatorio Tchaikovsky, donde realizó estudios de dirección, piano, bajo la guía de Sviatoslav Richter; orquestación, con Dmitri Shostakóvich y contrapunto, con Dmitri Kabalevski.
A su regreso a México formó su “Taller de Estudios Polifónicos", auténtica escuela de composición en Latinoamérica. Entre las figuras que han salido de este taller, se encuentran:
- Alejandro L. Madrid (Musicólogo y Catedrático en la Universidad de Cornell)
- Sergio Vela (expresidente del CONACULTA y locutor de OPUS 94.5)
- Enrique Barrios (Exdirector Titular de la Orquesta Filarmónica de la Ciudad de México y actual Director del Sistema Nacional de Fomento Musical)
- Samuel Zyman (Compositor y Catedrático de la Juilliard School of Music)
- Tonatiuh de la Sierra (Pianista de Concierto)
- Jorge Avendaño (Compositor y productor de música televisiva)
- Juan Carlos Lomónaco (Director de Orquesta)
- Alfonso Mejía-Arias (Director de Orquesta, Presidente de ECMAC)

A pesar de su labor pedagógica, siempre mantuvo vivo su oficio como compositor. Sus obras “1962: Homenaje a Copland”, "In memoriam Carlos Chávez", "Plegaria y Profecía" y "Vuelo interior" son claras muestras de su producción musical.

## Trayectoria
- 1952-1957 Desarrolla la carrera de piano dentro de la misma institución, cursando, entre otras, la Cátedra de Análisis con el Maestro Rodolfo Halffter.
- 1957 Opta definitivamente por la composición, presentando una de sus primeras creaciones en el Palacio de Bellas Artes, en la Ciudad de México.
- 1960 Adquiere un poderoso oficio composicional en el Taller de Creación Musical, del genio mexicano Carlos Chávez, también dentro del Conservatorio.
- 1961 Patrocinado por la familia López Mateos, presenta y dirige el “Concierto de los Martes”, en el Canal 2 de la televisión capitalina.
- 1962 Dirige el estreno de su “Sinfonía Académica” al frente de la Orquesta Sinfónica de la Ópera. • A instancias del propio Carlos Chávez, Aaron Copland revisa la orquestación de dicha sinfonía, proporcionando al joven información acerca de diseño, balance, estructura, entre otros.
- 1973 Funda y dirige en la Ciudad de México su célebre Taller de Estudios Polifónicos, considerado por muchos uno de los mejores cursos de composición en la actualidad, del que han surgido más de quinientos creadores, ubicados algunos de ellos hoy en día en puestos de gran relevancia.
- 1975 Dirige el estreno de su “Fuga Sinfónica Serial” al frente de la Orquesta Sinfónica del Instituto Politécnico Nacional.
- 1978 Es galardonado con el “Águila de Tlatelolco” de la Secretaría de Relaciones Exteriores de México.
- 1983 Es distinguido con la “Lyra de Oro”, máximo tributo filarmónico.
- 1989 El reconocido Dr. Robert L. Parker organiza importantes eventos en la Universidad de Miami, FL. E.U.A., en celebración del nonagésimo aniversario del nacimiento de Carlos Chávez; incluyendo el estreno mundial de su “In memoriam Carlos Chávez” por los grandes pianistas mexicanos María Teresa Rodríguez y Tonatiuh de la Sierra.
- 2000 Se le otorga importante reconocimiento tanto del Instituto Torres Quintero, A.C; como de la Fundación Hernández-Medrano, patrocinada por Jorge Avendaño, reconocido creador de música sinfónica y televisiva de cobertura global.
- 2007 Por invitación expresa del Maestro Enrique Barrios, Director Artístico de la Orquesta Filarmónica de la Ciudad de México, adquiere proyección mundial con el estreno de su “1962:Homenaje a Copland. (Fuga sinfónica en un movimiento).” en el Festival Internacional Cervantino.
- 2008 Otra vez por invitación del Maestro Enrique Barrios, estrena en el Festival Internacional de Música de Morelia su obra "Plegaria y Profecía": cantata en un movimiento para tenor solista, coro y orquesta. El papel del tenor, Elías, fue cantado por Leonardo Villeda; mientras que la Orquesta Filarmónica de Aguascalientes se encargó de la parte sinfónica.
- 2009 El trece de febrero de ese año se hace acreedor de la Medalla Mozart, galardón otorgado al mérito musical por la embajada de Austria en México. Recoge su presea en la ciudad de Xalapa, Veracruz, de manos del embajador austriaco, Werner Druml, y el gobernador del Estado de Veracruz, Fidel Herrera; entre otros.

## 1962: Homenaje a Copland
El “1962: Homenaje a Copland” lleva como subtítulo la forma musical a la que pertenece: fuga sinfónica en un movimiento. Esta obra de corte innovador, propositivo, y que intenta invitar al público a la música de concierto, va dedicada, como en el nombre lo indica, al célebre compositor estadounidense Aaron Copland.
La razón del Maestro Humberto Hernández-Medrano para escribir esta obra yace en el encuentro que este tuvo con Aaron Copland durante la época que estudió con Chávez. El Maestro Copland supervisó personalmente la primera sinfonía del Maestro Humberto Hernández-Medrano, que habría de estrenarse en el Palacio de Bellas Artes.
La experiencia del Maestro Hernández-Medrano con Copland se volvió entrañable e inolvidable para él. Por tanto, debido a ese aprecio que siempre profesó por el ya finado compositor estadounidense, el Maestro Hernández-Medrano decidió presentar una obra dedicada a su gran maestro.